# Басра
Ба́сра (араб. البصرة; al-Baṣrah) — місто на південному сході Іраку, головний порт країни. Адміністративний центр мухафази Басра.
Назва від арабського «басра» — «м'який білий камінь», могло бути дано за матеріалом споруд, але допускається також перенесення назви від іншого селища.

## Клімат
Місто знаходиться у зоні, котра характеризується кліматом тропічних пустель. Найтепліший місяць — липень із середньою температурою 35.6 °C (96 °F). Найхолодніший місяць — січень, із середньою температурою 12.2 °С (54 °F).
| Клімат Басри            | Клімат Басри | Клімат Басри | Клімат Басри | Клімат Басри | Клімат Басри | Клімат Басри | Клімат Басри | Клімат Басри | Клімат Басри | Клімат Басри | Клімат Басри | Клімат Басри | Клімат Басри |
| Показник                | Січ.         | Лют.         | Бер.         | Квіт.        | Трав.        | Черв.        | Лип.         | Серп.        | Вер.         | Жовт.        | Лист.        | Груд.        | Рік          |
| Абсолютний максимум, °C | 26           | 30           | 33           | 40           | 47           | 47           | 50           | 48           | 47           | 45           | 37           | 30           | 50           |
| Середній максимум, °C   | 16           | 20           | 25           | 31           | 36           | 40           | 42           | 41           | 40           | 34           | 26           | 19           | 31           |
| Середня температура, °C | 12           | 15           | 20           | 25           | 30           | 33           | 35           | 34           | 32           | 27           | 20           | 14           | 25           |
| Середній мінімум, °C    | 7            | 10           | 13           | 19           | 24           | 27           | 28           | 27           | 25           | 20           | 13           | 10           | 18           |
| Абсолютний мінімум, °C  | −1           | −2           | 1            | 6            | 12           | 20           | 20           | 20           | 17           | 7            | 1            | 0            | −2           |
| Норма опадів, мм        | 30           | 10           | 10           | 10           | 0            | 0            | 0            | 0            | 0            | 0            | 20           | 30           | 150          |
| ----------------------- | ------------ | ------------ | ------------ | ------------ | ------------ | ------------ | ------------ | ------------ | ------------ | ------------ | ------------ | ------------ | ------------ |
| Джерело: Weatherbase    |              |              |              |              |              |              |              |              |              |              |              |              |              |

## Історія
Басра заснована в 636 халіфом Омаром як опорний пункт арабів в завойованій ними Месопотамії. У VIII–IX століттях один з найважливіших культурних і економічних центрів Халіфату. 1258 року розгромлена монголами. 1538 року захоплена турецьким султаном Сулейманом і увійшла до складу Османської імперії. 22 листопада 1914 року окупована англійськими військами, після Першої Світової війни увійшла до складу Іраку. У 1980–1987 роках сильно постраждала (особливо порт) від іранського артилерійського обстрілу в ході ірано-іракської війни.

## Транспорт
Є міжнародний аеропорт Бірбара. Місто є транспортним вузлом (залізничні і шосейні дороги).
Морський торговий порт Маргіл в середньому перебігу річки Шатт-ель-Араб (за 110 км від Перської затоки) доступний під час щоденних припливів для океанських судів (водотоннажністю до 12 тисяч тонн). Акваторія порту розтягнута на 140 км. Портове господарство включає порти: Ель-Маакіль, Умм-Каср, Фао, Ель-Амая, Рибний порт, Ель-Бакр, Ез-Зубайр, Ель-Маамар і Абу-ель-Хасиб. Нафтопровід Басра — Багдад (побудований в 1977 р.).

## Економіка
Центр добування і переробки нафти (нафтопереробний завод потужністю 3,5 млн тонн нафтопродуктів в рік, побудований в 1974 р., обробляє сировину, здобуту з розташованих неподалік нафтових родовищ Зубайр, Ратаві, Румайла). Хімічна (завод по виробництву азотних добрив потужністю 138 тисяч тонн сульфату амонію, 108 тисяч тонн сірчаної кислоти і 58 тисяч тонн сечовини в рік, побудований при технічному сприянні японської фірми «Міцубісі»; комплекс по виробництву поліетилену, полівінілхлориду і іншої продукції на базі попутного газу і продуктів нафтопереробки побудований за допомогою фірм США і Німеччини), текстильні підприємства (виробництво взуття, мотузок, канатів, шерстяних виробів), паперовий комбінат. Харчова промисловість (переробка фініків, виробництво спіртоводочних виробів). Судноверф. Ремесла. Університет заснований в 1967 р. на базі філіалу Багдадського університету. Декілька іноземних консульств. Крупний готель «International».

## Архітектура
Територія Басри розрізана численними каналами і живописними мостами через них (завдяки чому Басру часто називають «Венеція Сходу», «Південна Венеція»). Більшість кварталів потопають в зелені пальмових гаїв і фруктових садів. В кінці 1970-х рр. муніципалітет Басри здійснили ряд проектів з будівництву нових торгових центрів, готелів, мостів і парків, що привело до значного поліпшення міського господарства.
Багато міських будинків з декоративними балконами, що нависають над вулицями, закритими дерев'яними віконницями, є пам'ятниками архітектури кінця XIX—початку XX століття. Знамениті середньовічні криті базари. За 10 км від сучасного міста — руїни старої Басри (заснованої в 630-х рр.).

## Уродженці
- Кутайба бін Муслім (668—715) — арабський полководець часів Омеядського халіфату
- Башшар ібн Бурд (714—783) — арабський поет
- Анан бен Давид га-Насі (715—795) — юдейський богослов, засновник секти ананітів
- Аль-Халіль аль-Фарагіді (718—786) — одним із ранніх арабських лексикографів і філологів
- Аль-Джагіз (775—868) — арабський вчений, письменник, богослов
- Яфет бен Алі (? — 1010) — караїмський поет, екзегет, коментатор і перекладач Біблії на арабську мову
- Ібн Аль-Хайсам (965—1039) — арабський науковець-універсал
- Абу Каліджар (1010—1048) — емір Фарсу в 1024—1048 роках, Кермана у 1028—1048 роках та Іраку в 1044—1048 роках, шахиншах у 1037—1048 роках
- Аль-Харірі (1054—1122) — арабський письменник, поет і філолог.